# Lista de lagos da Suécia

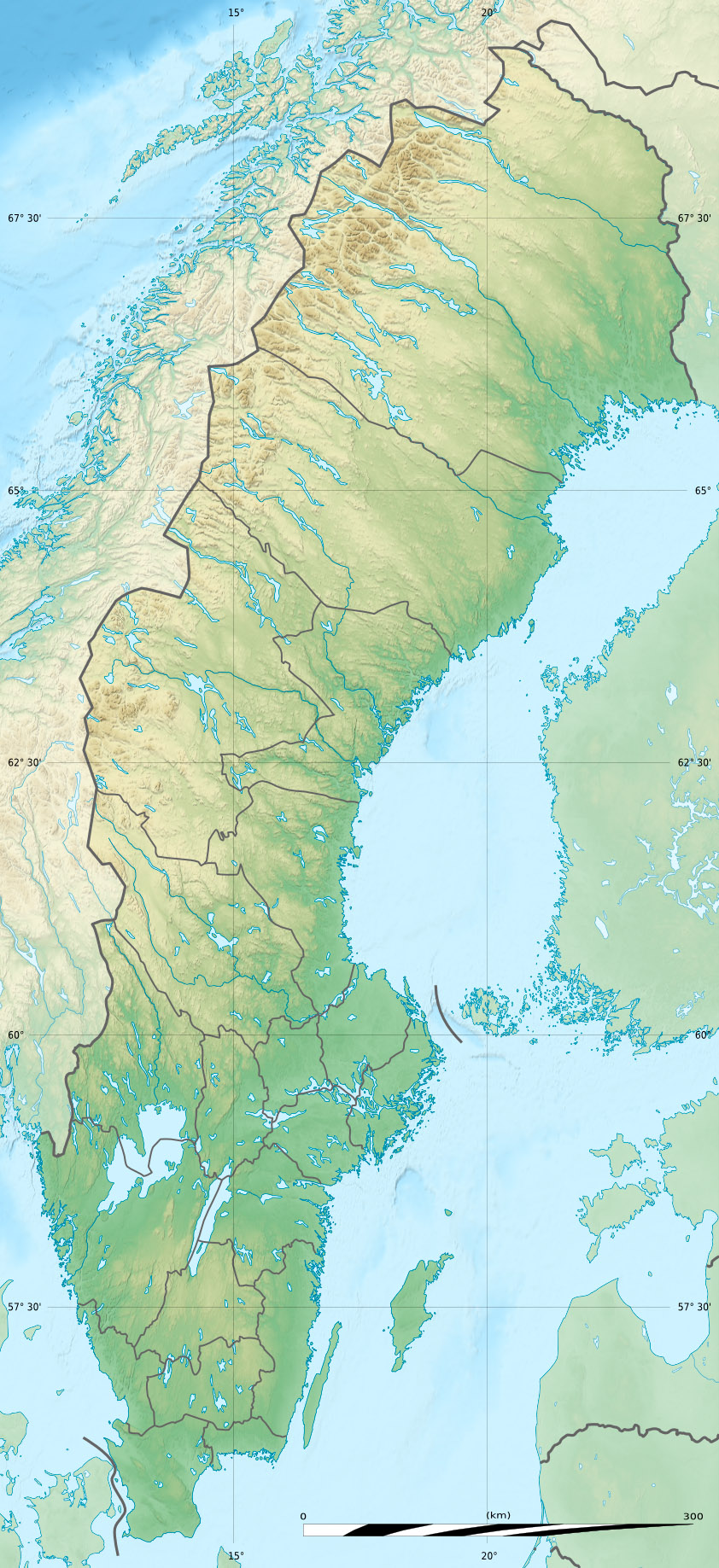
Mapa físico da Suécia

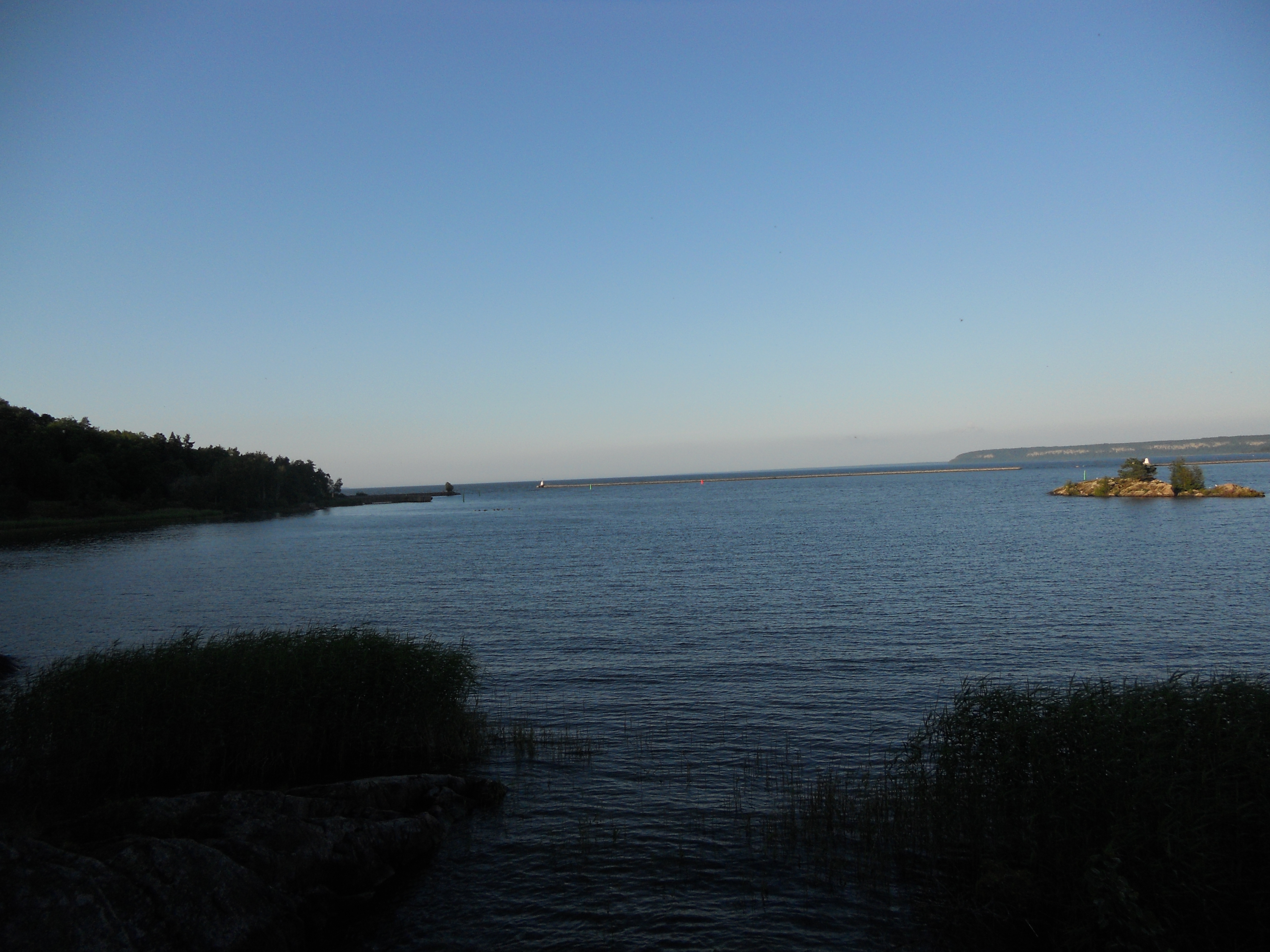
O lago Vener

A Suécia é um dos países com mais lagos do mundo - quase 100 000 com mais de 1 hectare de extensão, ocupando no total uns 40 000 km2, o que corresponde a cerca de 9% da área do país.

A maioria destes lagos tem pequena dimensão, com menos de 10 hectares.
O Condado de Norrbotten é aquele que tem maior número de lagos - 30 730.
A comuna de Arjeplog conta com quase 9 000 lagos.
No conjunto do país, apenas 6 comunas não têm lagos.
Os três maiores lagos do país são o Vänern, o Vättern e o Mälaren.
O Vänern é o maior de todos - 5 648 km² de superfície, e o com maior volume de água - 153 000 milhões de m³ de água.
O mais profundo é o Hornavan, com 228 m de profundidade.
O lago a maior altitude é o Kaskasjaure, a 1448 m acima do nível do mar.

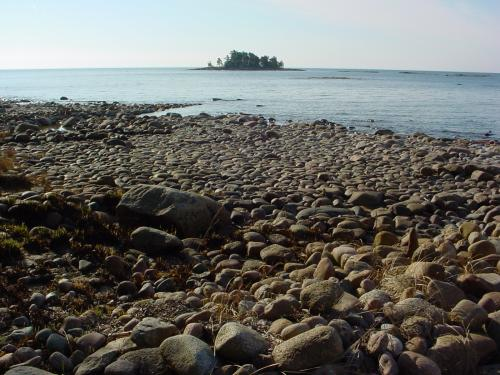
Lago Vänern

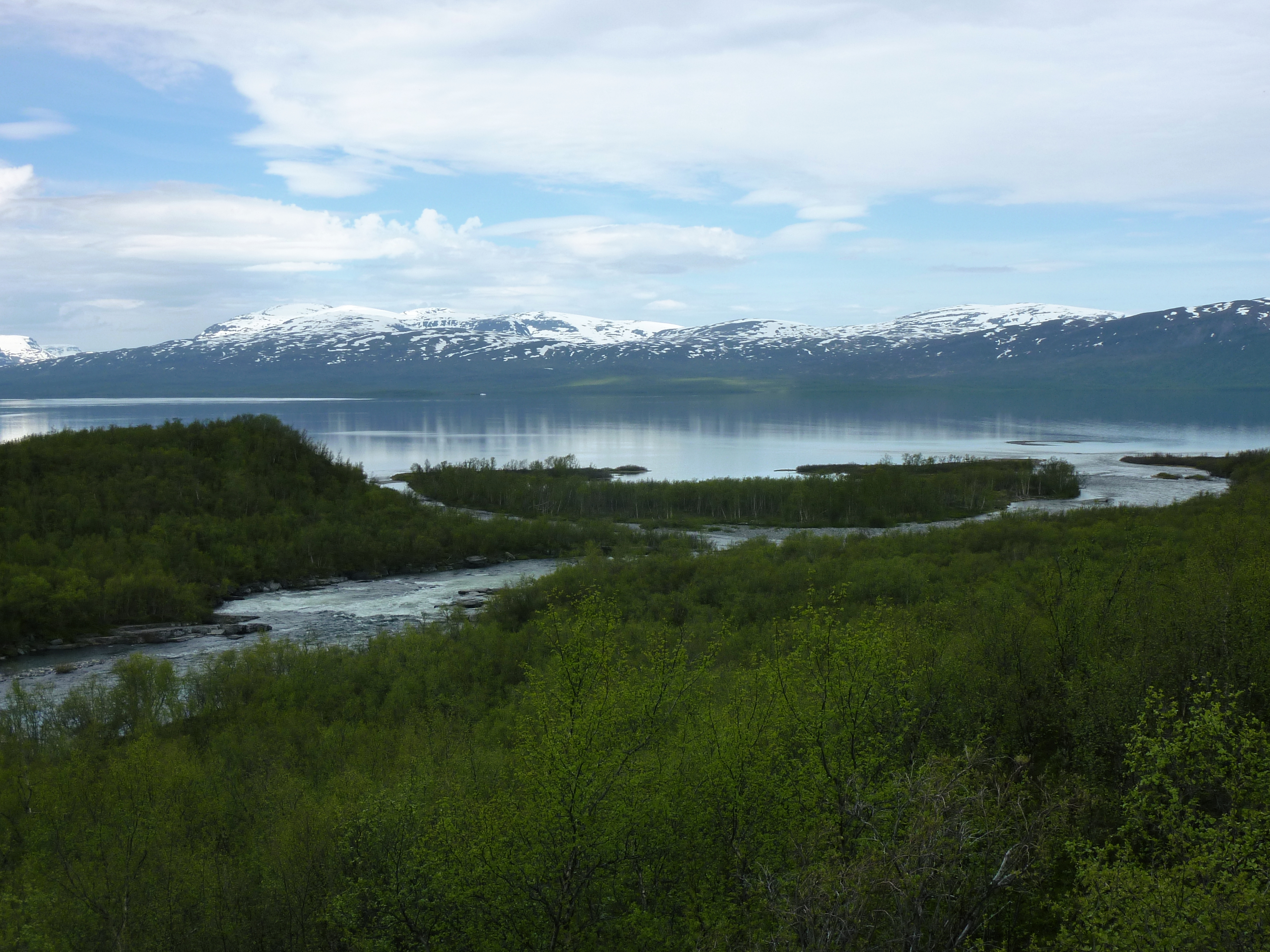
Rio Abiskojåkka e Lago Torne

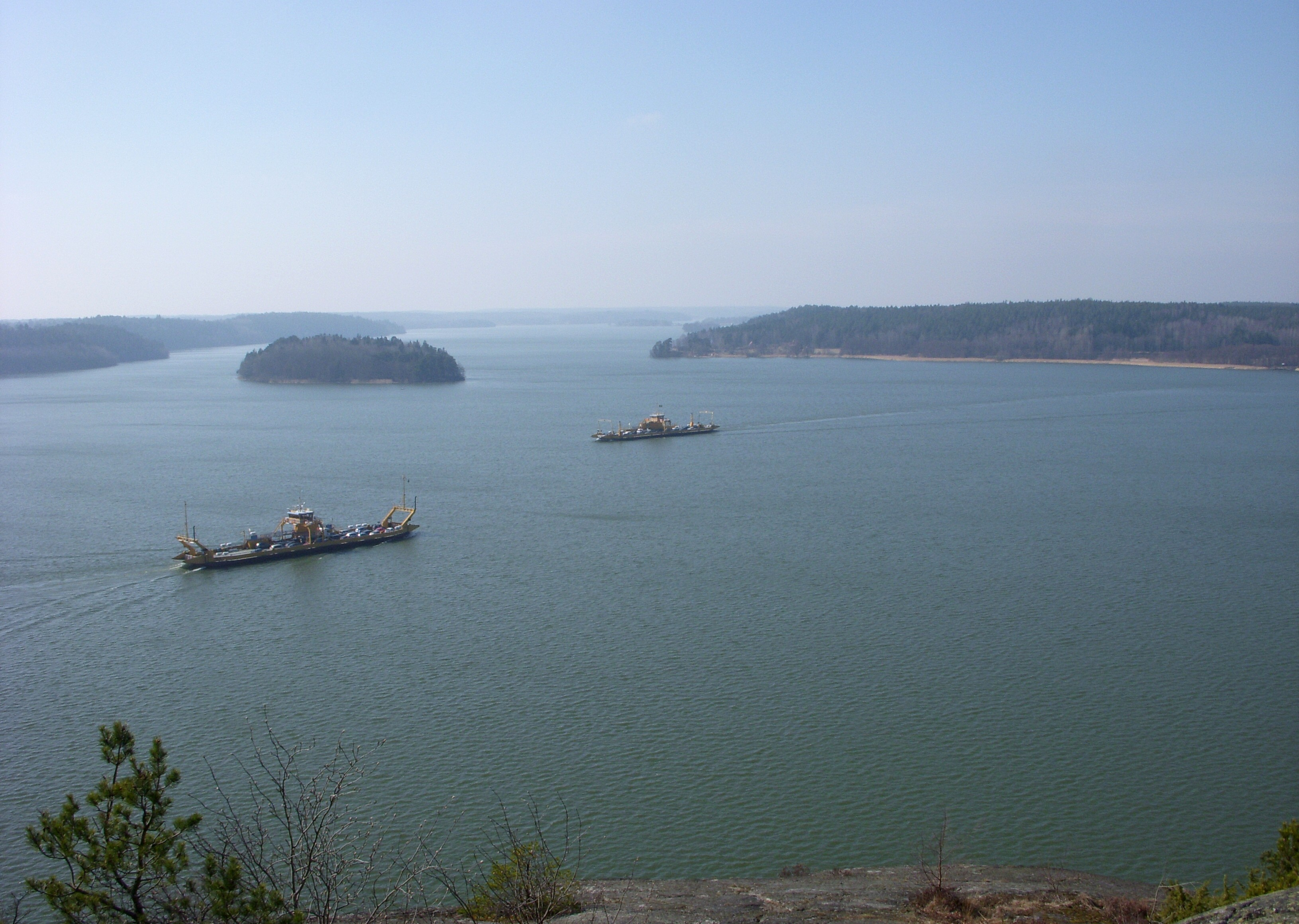
O lago Mälaren

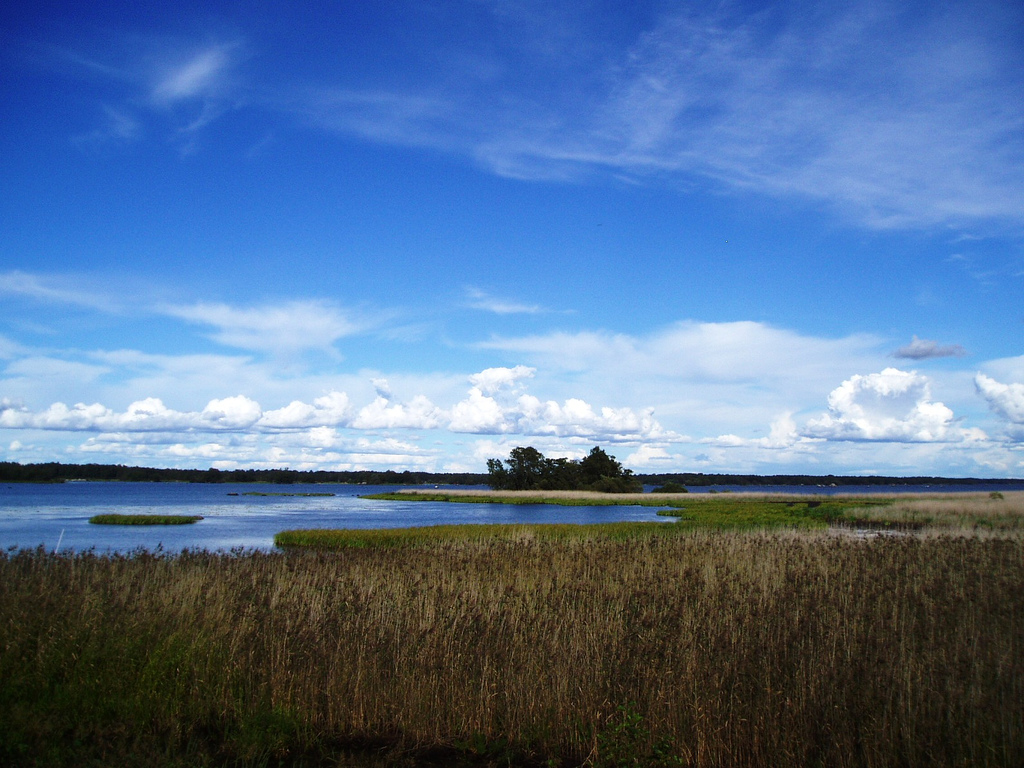
Lago Hjälmaren visto de Örebro

| Nr. | Lago        | Área        | Profundidade | Província                                |
| --- | ----------- | ----------- | ------------ | ---------------------------------------- |
| 1.  | Vänern      | 5 580 km²   | 110 m        | Värmland Västergötland Dalsland          |
| 2.  | Vättern     | 1 910 km²   | 119 m        | Närke Östergötland Småland Västergötland |
| 3.  | Mälaren     | 1 140 km²   | 64 m         | Uppland Västmanland Södermanland         |
| 4.  | Hjälmaren   | 485 km²     | 22 m         | Närke Södermanland Västmanland           |
| 5.  | Grande Lago | 456 km²     | 74 m         | Jämtland                                 |
| 6.  | Siljan      | 354 km²     | 120 m        | Dalecárlia                               |
| 7.  | Torne       | 330 km²     | 168 m        | Lapónia                                  |
| 8.  | Hornavan    | 230-280 km² | 221 m        | Lapónia                                  |
| 9.  | Uddjaur     | 190-250 km² | 25 m         | Lapónia                                  |
| 10. | Bolmen      | 184 km²     | 30 m         | Småland                                  |

## Listas dos lagos da Suécia, com maiorárea,profundidadee volume de água
| Posição | Lago        | Área     |
| ------- | ----------- | -------- |
| 1.      | Vänern      | 5519 km² |
| 2.      | Vättern     | 1886 km² |
| 3.      | Mälaren     | 1090 km² |
| 4.      | Hjälmaren   | 477 km²  |
| 5.      | Grande Lago | 456 km²  |
| 6.      | Torne       | 330 km²  |
| 7.      | Siljan      | 292 km²  |
| 8.      | Hornavan**  | 262 km²  |
| 9.      | Akkajaure   | 260 km²  |
| 10.     | Uddjaure    | 249 km²  |

| Posição | Lago        | Volume de água         |
| ------- | ----------- | ---------------------- |
| 1.      | Vänern      | 153,000 milhões de m³. |
| 2.      | Vättern     | 77,600 milhões de m³   |
| 3.      | Torne       | 17,100 milhões de m³   |
| 4.      | Mälaren     | 14,300 milhões de m³   |
| 5.      | Hornavan    | 11,900 milhões de m³   |
| 6.      | Siljan      | 8,090 milhões de m³    |
| 7.      | Grande Lago | 8,020 milhões de m³    |
| 8.      | Kallsjön    | 6,140 milhões de m³    |
| 9.      | Virihaure   | 4,430 milhões de m³    |
| 10.     | Storuman    | 4,180 milhões de m³    |

| Posição | Lago         | Máxima profundidade |
| ------- | ------------ | ------------------- |
| 1.      | Hornavan     | 228 m               |
| 2.      | Torne        | 168 m               |
| 3.      | Vojmsjön     | 145 m               |
| 4.      | Stor-Blåsjön | 144 m               |
| 5.      | Stor-Rensjön | 140 m               |
| 6.      | Virihaure    | 138 m               |
| 7.      | Kallsjön     | 134 m               |
| 8.      | Vastenjaure  | 134 m               |
| 9.      | Siljan       | 134 m               |
| 10.     | Kultsjön     | 130 m.              |

## 100 lagos da Suécia
Esta lista mostra alguns dos lagos mais importantes da Suécia.
- Akkajaure
- Amungen
- Ånnsjön
- Åsnen
- Åsunden (Östergötland)
- Bergviken
- Bolmen
- Boren
- Bramsöfjärden
- Bygdeträsket
- Båven
- Flåren
- Flåsjön
- Färnebofjärden
- Gardiken
- Glafsfjorden
- Glan
- Halen
- Helgasjön
- Hjälmaren
- Holmsjön (Sundsvall)
- Holmsjön (Ånge)
- Hornavan
- Hotagen
- Håckrenmagasinet
- Ivösjön
- Juvuln
- Kallsjön
- Karatj
- Kultsjön
- Kvarnbergsvattnet
- Lago Anten
- Lago de Hornborga
- Lago Ringo
- Lago Vomba
- Lagos Dellen
- Lagos Fryken
- Landögssjön
- Langas (Lappland)
- Ledvattnet
- Lelång
- Malgomaj
- Mellan-Fryken
- Mjörn
- Mälaren
- Möckeln (Småland)
- Norra Dellen
- Näkten
- Näldsjön
- Orsasjön
- Östra Silen
- Över-Uman
- Övre Fryken
- Pieskehaure
- Randijaure
- Revsundssjön
- Riebnes
- Roxen
- Runn
- Satihaure
- Siljan
- Sitasjaure
- Skagern
- Skalka
- Sommen
- Stor-Blåsjön
- Stor-Rensjön
- Stora Le/Foxen
- Stora Lulevatten
- Storavan
- Storjuktan
- Storsjön
- Storsjön
- Storuman
- Storvindeln
- Ströms Vattudal
- Svegssjön
- Sädvajaure
- Södra Dellen
- Tisnaren
- Tjaktjajaure
- Tjeggelvas
- Torneträsk
- Torrön
- Trängseldammen
- Tåkern
- Tåsjön
- Uddjaure
- Unden
- Vastenjaure
- Vidöstern
- Viken
- Virihaure
- Vojmsjön
- Vänern
- Värmeln
- Väsman
- Västra Silen
- Vättern
- Yngaren